# Filip Opuntski
Filip Opuntski, starogrški filozof in astronom, okoli 350 pr. n. št.
Filip je bil Platonov učenec. Izdal je njegovo delo Zakoni (Nomoi). Objavil je koledar z označenimi vzhodi in zahodi zvezd in raztolmačil Lunin mrk z Zemljino senco.